# 初めての街で
「初めての街で」（はじめてのまちで）は、1979年11月に発売された西田佐知子のシングルレコードである。発売元はポリドール・レコード。品番：DR-6363。

## 解説
表題曲「初めての街で」は、菊正宗酒造のコマーシャルソングとして1975年から使用されている楽曲。
この曲は、当初ロック調・ポルカ調・スロー調の3種類の候補曲が中村八大によって作曲され、菊正宗酒造の社員による人気投票の結果、ロック調に決定された。歌手はオーディションにより決定されたとされているが、当初の候補に西田は含まれておらず、また最終的に西田が選ばれた理由も不明である。なお、前述の3種類の候補曲を選考する際に制作されたデモテープの歌唱歌手は三条アンナであった。コマーシャル（CM）用音源は1975年8月26日にレコーディングされ、同年9月からオンエアを開始した。
なお、CMで使用されている音源と、本シングルに収録された音源は別のものである。歌詞も一部異なっており、本シングル・バージョンに出てくるフレーズ「やっぱり俺は一人じゃない」の「一人じゃない」に、CMではそのまま商品名が当てられ放送されている。そのコマーシャル・バージョンは、1975年に非売品の宣伝盤（「やっぱり俺は菊正宗」）として一部に配布されたほか、2009年に発売された西田佐知子のベスト・アルバム『初めての街で 〜西田佐知子ベストセレクション〜』（UPCY-6543）に「トラディッショナル・バージョン（Traditional Version）」のサブ・タイトル付で収録された。
制作の15年後（1990年）、広告代理店から、引退から時間が経ち知名度が低くなっていた西田に代わって別の歌手によるカバーバージョンを制作する提案が出されたが、この時点では見送られた。
2007年、菊正宗特撰・上撰・佳撰のボトルラベルが40年ぶりに一新されたことなどを受けて久しぶりにテレビ・コマーシャルが放送され、本楽曲のコマーシャル・バージョンも引き続き使用された。以前は画面上に歌手名が表示されなかったが、2007年放送時のものは「歌 西田佐知子」とテロップが表示されている。2009年秋からは、ジェロがカバーし、「ジェロ キクマサを歌う。」と表示されている。
2009年には、「初めての街で」の西田佐知子のオリジナル音源とジェロのカバー音源（共にコマーシャル・バージョン）を収録した非売品CD『菊正宗創業350年記念プレミアム・カップリングCD』が製作された。この非売品CDは、菊正宗のキャンペーンの懸賞品としてプレゼントされた。
B面の「ラストコール」は、宇崎竜童・ 阿木燿子夫妻が手がけた楽曲。

## 収録曲
1. 初めての街で　 
  - 作詞: 永六輔 、作曲: 中村八大 、編曲: 井上鑑
2. ラストコール
  - 作詞: 阿木燿子 、作曲: 宇崎竜童 、編曲: 馬飼野俊一

## 収録作品
初めての街で
- 西田佐知子 アカシアの雨がやむとき（1993年：POCH-1288）
- 全曲集（1994年：POCH-1437）
- 西田佐知子全曲集（1999年：POCH-1842）
- スーパー・バリュー 西田佐知子（2001年：UPCH-8010）
- 西田佐知子 魅惑のヒット集ベリーベスト（2006年：EJS-5）
- 西田佐知子歌謡大全集（2007年：UPCY-9096/100）
- 初めての街で 〜西田佐知子ベストセレクション〜（2009年：UPCY-6543）